# Minto Reef
L'atollo di Minto Reef è una riserva naturale e si trova nella municipalità di Oroluk, nello stato di Pohnpei, negli Stati Federati di Micronesia.

## Descrizione
Minto Reef racchiude una laguna di circa 25–30 km² nell'area. È allo stesso tempo la caratteristica più occidentale e più settentrionale dello stato di Pohnpei. Il terreno più vicino è l'Atollo di Oroluk 93 km a sud-est. Il punto più alto dell'atollo è un banco di sabbia alto circa 1,8 metri.

## Amministrazione
Minto Reef fa parte del comune di Oroluk, insieme all'omonimo atollo.

## Minto Reef Marine Sanctuary
Lo stato di Pohnpei nel 1999 ha creato il Minto Reef Marine Sanctuary.